# Краевой прогиб

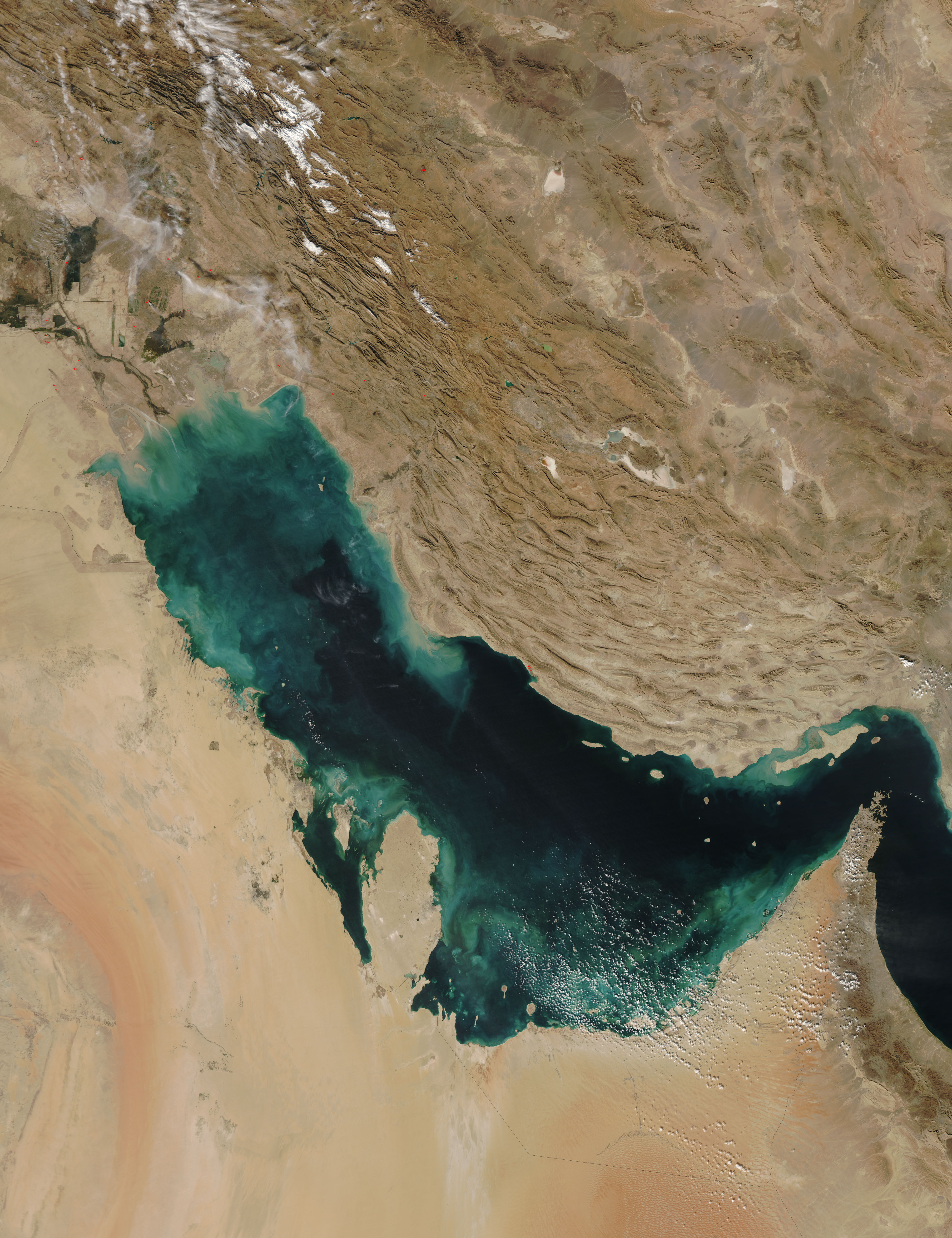
Персидский залив — пример предгорной впадины гор Загроса

Краевой прогиб (передовой прогиб, предгорный прогиб) — глубокий вытянутый прогиб земной коры в зоне сочленения складчатой системы и континентальной платформы.
Образуется на границе платформ и геосинклинальных областей в орогенном этапе развития геосинклинали.

## Описание
Краевые прогибы заполнены осадками молассовых формаций, морских — в нижней части, лагунных — в средней, континентальных — в верхней.
Краевые прогибы построены резко асимметрично: их внутренние, обращённые к складчатым горных образований крылья интенсивно дислоцированы в линейные, часто осложнены надвигами к оси прогиба складки нередко с проявлениями соляного диапиризма, а на внешних, более пологих платформенных крыльях обычно наблюдаются лишь сводовые поднятия.
С краевыми прогибами связаны месторождения угля, нефти, природных газов, солей.

## Примеры
- Предкарпатской краевой прогиб, Восточно-Европейская платформа[2]
- Индоло-Кубанский краевой прогиб
- Предуральский краевой прогиб
- Предгималайский краевой прогиб.